# Museu do Quartzo
O Museu do Quartzo - Centro de Interpretação Galopim de Carvalho o primeiro museu dedicado a apenas um mineral, o  quartzo. Está localizado no Monte de Santa Luzia, elevação partilhada pelas freguesias de Abraveses e Campo, pertencentes à cidade de Viseu.
Com a construção iniciada em 2006, só viria a ser inaugurado oficialmente no último dia do mês de abril de 2012, revelando uma forte componente interactiva.
O Museu do Quartzo foi construído na cratera deixada no Monte de Santa Luzia por vários anos de exploração por parte da Companhia Portuguesa de Fornos Eléctricos, que abandonou o local em 1986.
A obra atingiu um valor orçado perto dos 2 milhões de euros, o museu pretende assumir-se como "centro interpretativo" do quartzo, com suporte nas novas tecnologias.
A estrutura inclui um centro de ciência, salas de exposição, auditório e biblioteca.
Galopim de Carvalho é o coordenador científico do projecto.
A estrutura, também denomindada de Centro de Interpretação Galopim de Carvalho, faz parte do "Roteiro dos Museus e Espaços Museológicos da Região Centro".